# Shanghainees
Het Shanghainees, ook wel het Shanghai-dialect genoemd, is een dialect van de Chinese taal Wu. Het is de moedertaal van ongeveer veertien miljoen mensen in Shanghai en omstreken.
- Sino-Tibetaanse talen
  - Chinese talen
    - Wu
      - Taihuhua
        - Shanghainees

## Medeklinkers
|             |             | Labiaal | Dentaal | Palataal | Velaar | Glottaal |
| ----------- | ----------- | ------- | ------- | -------- | ------ | -------- |
| Nasaal      | Nasaal      | [m]     | [n]     | [ɲ]      | [ŋ]    |          |
| Plosief     | stemloos    | [p]     | [t]     |          | [k]    | [ʔ]      |
| Plosief     | spiritus    | [pʰ]    | [tʰ]    |          | [kʰ]   |          |
| Plosief     | slack voice | [b̥]     | [d̥]     |          | [ɡ̊]    |          |
| Affricaat   | stemloos    |         | [(ts)]  | [tɕ]     |        |          |
| Affricaat   | spiritus    |         | [(tsʰ)] | [tɕʰ]    |        |          |
| Affricaat   | slack voice |         | [(d̥z̥)]  | [d̥ʑ̊]     |        |          |
| fricatief   | stemloos    | [f]     | [s]     | [ɕ]      |        | [h]      |
| fricatief   | slack voice | [v̥]     | [z̥]     | [ʑ̊]      |        |          |
| Approximant | Approximant |         | [l]     | ([j])    | ([w])  | [ɦ]      |

## Romanisatie
Het dialect kan alleen in het Internationaal Fonetisch Alfabet en Chinese karakters geschreven worden.
- Klinkers: [i y ɪ ɥ e ø ɛ ə ɐ a ɑ ɔ ɤ o ʊ u].
- Medeklinkers: [b d g ɦ z v ʥ ʑ]

## Zinnen en woorden
De "gg" is de "g" van gesproken en de "dj" is de "j" van jeans.
| Een paar zinnetjes en woorden in het Shanghai-dialect |                                          |
| Nederlands                                            | Shanghai-dialect in Nederlands fonetisch |
| Hallo!                                                | Nong GGaauw                              |
| Heb je het avondeten al gegeten?                      | Nong tjaa koe je, weh waa?               |
| Dat is te duur.                                       | Oh joh kaa dj le.                        |
| Best goed                                             | Mee hoow maa                             |
| ja?                                                   | Dz waa?                                  |
| Vandaag is het verschrikkelijk warm!                  | Oh joh djin tz yiet tat leej!            |
| Wat ga je vandaag doen?                               | eh.. nom meh choh chuh saa?              |
| Naar de bioscoop gaan                                 | Tj kuh dyen yieng aa                     |
| Mag het?                                              | K'oe yie waa?                            |
| Het mag niet.                                         | GG leh zuh luh.                          |
| Hoe laat?                                             | Djie die chong aa?                       |
| Kwart over 11.                                        | Sap yat diem sap m fan.                  |
| Hoeveel kost het?                                     | Eh tj koe doe ding aa?                   |
| tachtig euro                                          | Paak sap ggweh                           |
| goed?                                                 | GGaauw vaa?                              |
| Dankuwel                                              | Dzjaa dzjaa nong                         |
| tot ziens                                             | Dzeh Weh                                 |
| tot morgen                                            | Ming dzauw weh                           |